# 동서
주식회사 동서(東西)는 대한민국의 식음료 기업이다. 포장제품 제조업을 기반으로 사업을 시작한 동서는 식자재 유통업, 해외 영업, 구매대행업, 수출업 등으로 사업 영역을 확대해왔으며, 1995년 코스닥 시장에 상장 후 2016년 유가증권시장에 상장하였다. 포장사업부문은 식품용 포장재 등을 본격적으로 생산ㆍ판매하였다. 식품사업분야는 1995년 식자재 전문 브랜드인 리치스를 탄생시켰다. 리치스 음료를 비롯해서 후르츠 칵테일, 파인애플 등 과실통조림과 유지류, 다류 등 다양한 제품을 판매하고 있다. 다류사업분야는 2004년에 출발하였다.

## 동서식품과의 관계
주식회사 동서는 동서식품의 지분 50%를 소유하고 있는 모회사이며, 2015년 기준으로 지주회사 체제로 전환하지는 않았다.

## 동서의 계열사
- 동서식품
- 동서유지
- 동서음료
- 동서물산
- 대성기계
- 미가방
- 동서실업유한공사

## 같이 보기
- 크래프트 푸즈
- 크래프트 하인즈